# Misumenops pallidus reichlini
Misumenops pallidus reichlini is een spinnenondersoort in de taxonomische indeling van de krabspinnen (Thomisidae).
Het dier behoort tot het geslacht Misumenops. De wetenschappelijke naam van de soort werd voor het eerst geldig gepubliceerd in 1949 door Ehrenfried Schenkel-Haas.